# Testa (zoologia)

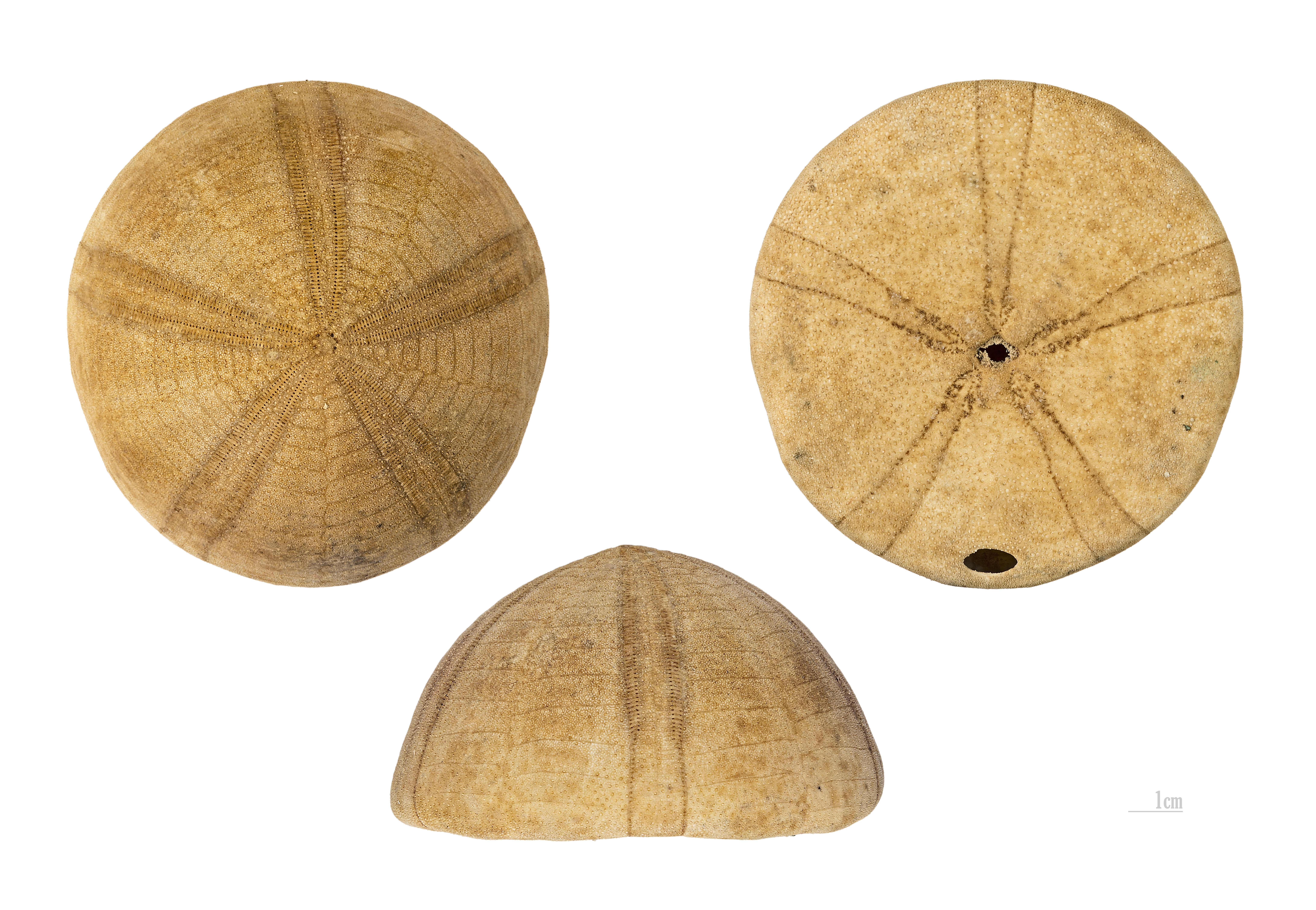
Testa do ouriço-do-mar Conolampas diomedeae.

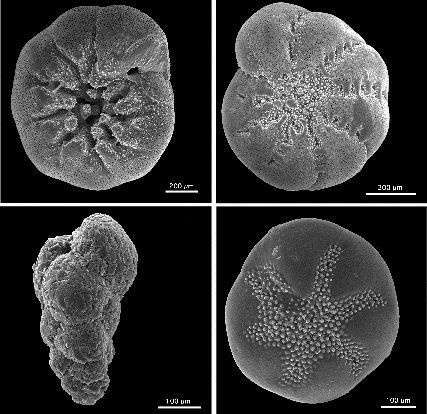
Concha interna de um foraminífero.

Testa é a designação dada em zoologia à concha interna típica dos ouriços-do-mar, das ascídias e de alguns grupos de protistas (entre os quais Foraminifera, Radiolaria e algumas amibas). Entre os foraminíferos e os equinodermes é comum usar-se a designação de concha (mas por vezes esqueleto) e entre os radiolários esqueleto. Esta estrutura pode apresentar natureza orgânica ou mineral e ser construída por segregação ou por agregação de partículas, dando frequentemente origem a fósseis.

## Descrição
Nas ascídias (Ascidiacea) a testa é composta predominantemente por celulose (neste caso historicamente designada por "tunicina"), razão pela qual entre 1845 (quando a tunicina foi descoberta por Carl Schmidt) e 1958 (quando fibras celulósicas foram identificadas no tecido conectivo de mamíferos), acreditou-se que as ascídias eram os únicos animais que sintetizavam celulose.

## Galeria

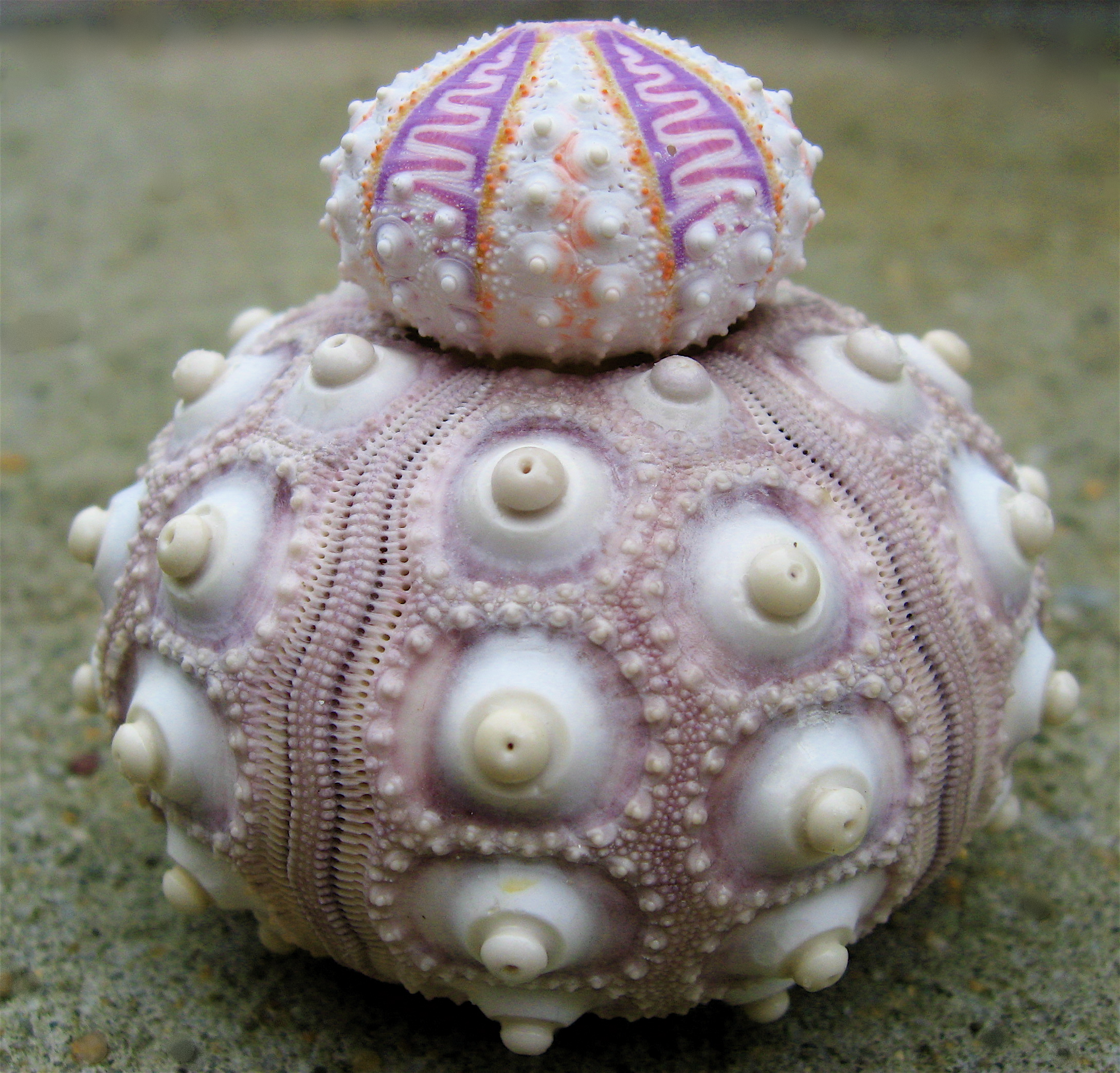
Testas de ouriços-do-mar (Coelopleurus exquisitus e um Cidaridae).
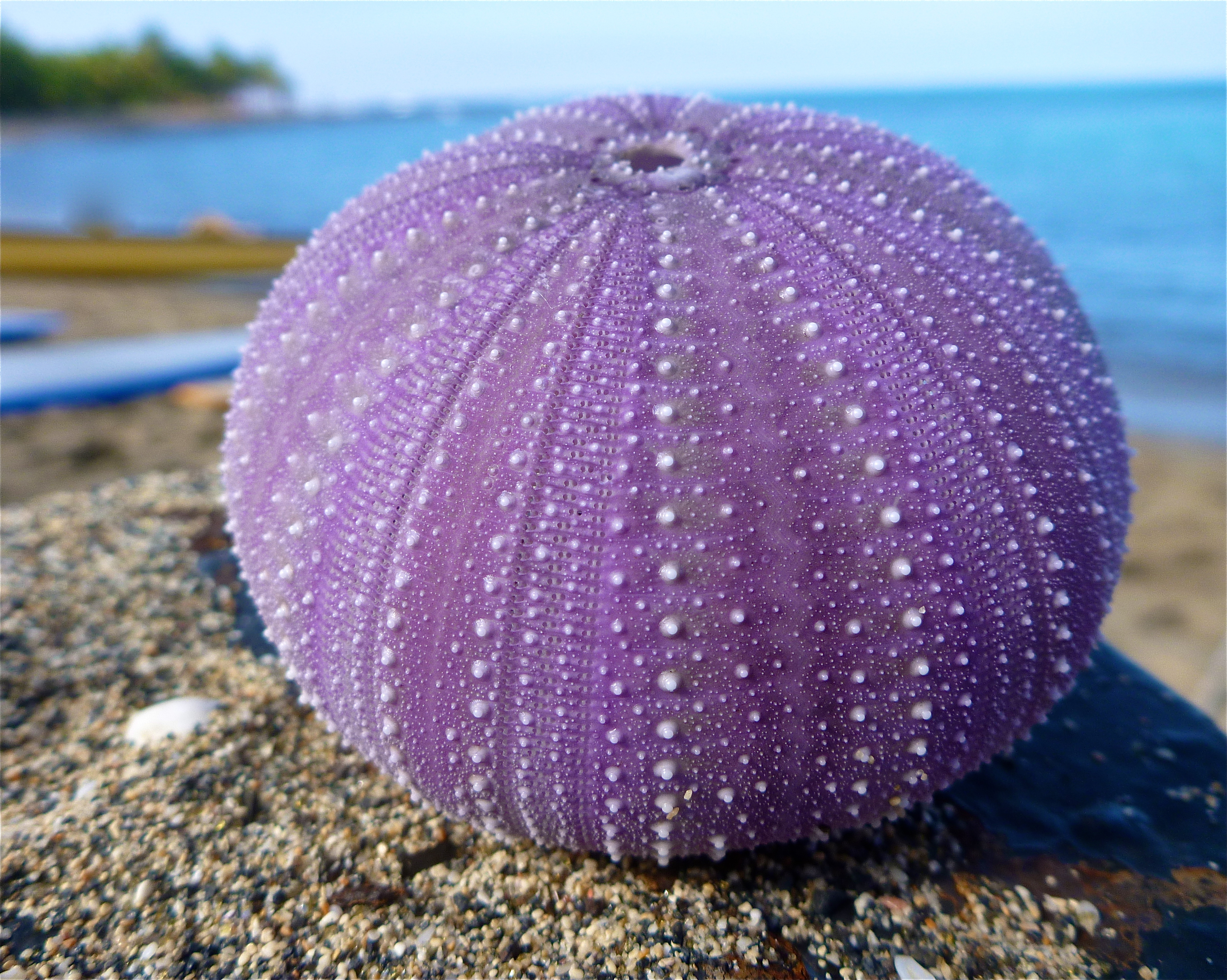
Testa de Strongylocentrotus purpuratus.
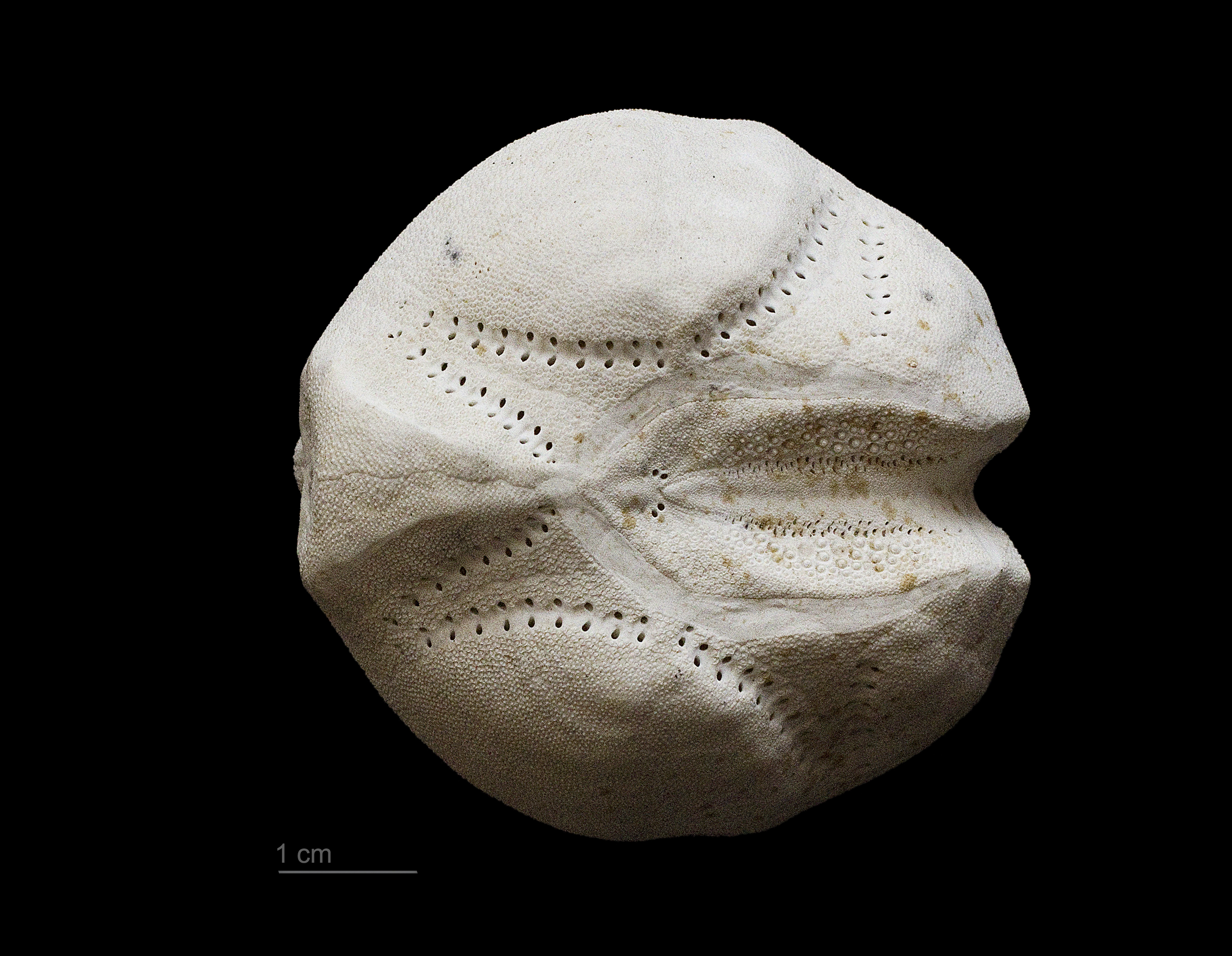
Testa de um ouriço-do-mar irregular (Echinocardium).
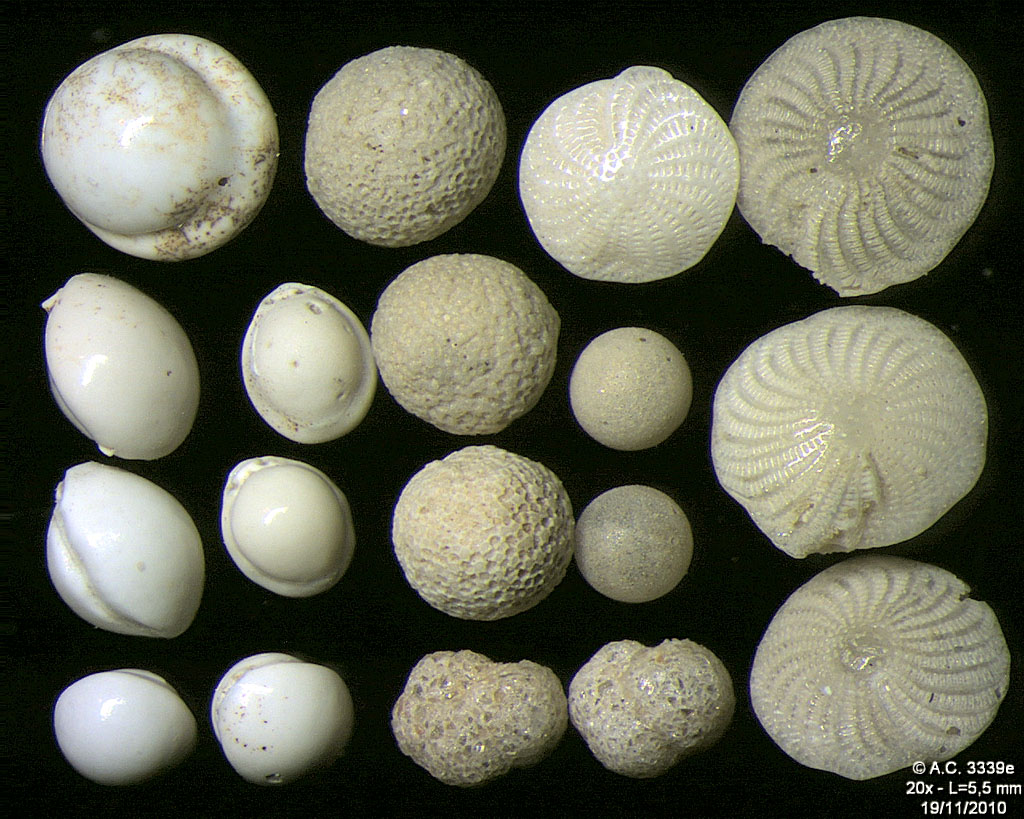
Testa de foraminíferos do Mar Adriático (ilha de Pag, -60 m). largura do campo = 5,5 mm.